# Liderul suprem al Afganistanului
Liderul suprem al Afganistanului, oficial liderul suprem al Emiratului Islamic din Afganistan, este conducătorul absolut, șeful statului și liderul religios național al Afganistanului, precum și liderul mișcării Taliban. Liderul suprem deține autoritate nelimitată și reprezintă sursa ultimă a tuturor legilor.
Primul lider suprem, Muhammad Umar Mujahid, a condus Afganistanul între 1996 și 2001, până la răsturnarea guvernului său și exilul său forțat. Actualul lider suprem este Hibatullah Akhundzada, care a preluat funcția în exil la 25 mai 2016, în timpul Insurecției talibane, fiind desemnat de Consiliul de Conducere, și a venit la putere la 15 august 2021, odată cu victoria talibanilor asupra forțelor sprijinite de SUA în Războiul din 2001–2021. De la preluarea puterii, Akhundzada a emis numeroase decrete care au remodelat profund guvernarea și viața cotidiană în Afganistan, prin aplicarea interpretării sale stricte a școlii hanafi a legii sharia.
Liderul suprem numește miniștrii, judecătorii și liderii provinciali și locali.

## Lista liderilor supremi
| Nr. | Nume                    | Data începerii mandatului | Data încheierii mandatului | Durata mandatului |
| --- | ----------------------- | ------------------------- | -------------------------- | ----------------- |
| 1   | Muhammad Umar Mujahid   | 4 aprilie 1996            | 23 aprilie 2013            | 17 ani, 19 zile   |
| 2   | Akhtar Mohammad Mansour | 23 aprilie 2013           | 21 mai 2016                | 3 ani, 28 zile    |
| 3   | Hibatullah Akhundzada   | 21 mai 2016               | Deținător actual           | 9 ani, 88 zile    |